# AVP-Viditel
L'equip AVP-Viditel va ser un equip ciclista neerlandès que va competir professionalment entre el 1984 i el 1985.

## Principals victòries

### A les grans voltes
- Tour de França:
  - 0 participacions

- Giro d'Itàlia
  - 0 participacions

- Volta a Espanya
  - 0 participacions

## Principals ciclistes
- Hans Langerijs
- Freddy Maertens
- Jos Schipper
- Mario van Vlimmeren